# Schematyzm Archidiecezji Lwowskiej
Schematyzm Archidiecezji Lwowskiej – rocznik kościołów i duchowieństwa archidiecezji lwowskiej wydawany w języku łacińskim.
13 lutego 1375 roku papież Grzegorz XI bullą Debitum pasiomps offici erygował archidiecezję w Haliczu, która w 1414 roku została przeniesiona do Lwowa. W 1782 roku na mocy reform józefińskich władze austriackie zmieniły granice archidiecezji. 26 kwietnia 1946 roku decyzją władz radzieckich abp Eugeniusz Baziak został zmuszony do wyjazdu do Polski. Na pozostałym skrawku archidiecezji w Lubaczowie utworzono administrację apostolską. 16 stycznia 1991 roku ponownie utworzono archidiecezję we Lwowie.
Treść roczników w latach 30. XX wieku zawierała: wykaz hierarchii kościołów katolickich w Polsce, wykaz prałatów i kanoników metropolitarnej kapituły lwowskiej, wykaz członków kurii metropolitarnej, wykaz dziekanów, wykaz profesorów Uniwersytetu Jaka Kazimierza we Lwowie, wykaz profesorów i alumnów Wyższego Seminarium Duchownego, wykaz dekanatów z parafiami i nazwiskami duchownych, wykaz wizytatorów szkolnych i katechetów, wykaz parafii wojskowych, wykaz zakonów męskich z nazwiskami zakonników, wykaz żeńskich zgromadzeń zakonnych z nazwiskami sióstr zakonnych, alfabetyczny spis parafii, alfabetyczny spis duchownych diecezjalnych, alfabetyczny spis zakonników.